# Церковь Иоанна Богослова (Бочаровский)
Церковь Иоанна Богослова (Богословская церковь) — православный храм в хуторе Бочаров Области Войска Донского, ныне хутор Бочаровский Волгоградской области.

## История
Церковь была построена на средства прихожан в 1909 году; была деревянная, с такой же колокольней, покрытые листовым железом. Престол в храме был один — во имя Святого апостола Евангелиста Иоанна Богослова. Церковный причт пользовался паевым казачьим наделом в количестве 12 десятин. Дома для священнослужителей — также деревянные, построены в 1910 году, являлись собственностью церкви. Имелось караульное помещение для сторожей — деревянное, на кирпичном фундаменте, покрытое железом. Священником церкви с 1911 года являлся Аристов Семен Иванович.
Расстояние от храма до консистории составляло — 742 версты, до благочинного — 15 верст. Ближайшие к Богословской церкви: Николаевская церковь в станице Аннинской — в 15 верстах, Успенская церковь хутора Самсонова — в 15 верстах, Успенская церковь хутора Ребрикова — в 10 верстах. Хутора прихода: Бочаров, Соловьев, Чекунов и Демкин. В приходе имелось министерское приходское училище, открытое 31 октября 1900 года.
В советское время церковь была закрыта и разобрана. В Государственном архиве Волгоградской области имеются документы, относящиеся к церкви.